# 马夫拉 (巴西)
马弗拉是巴西圣卡塔琳娜州的一个市镇，位于该州北部，与巴拉那州相邻。总面积1404.206平方公里，总人口51014人，人口密度36.3人/平方公里。该市人口以欧洲裔为主。马弗拉的蜂蜜较为知名。